# Thank U, Next (bài hát)
"Thank U, Next" (thường viết cách điệu in thường) là một bài hát của ca sĩ người Mỹ Ariana Grande nằm trong album phòng thu thứ năm cùng tên của cô (2019). Bài hát được phát hành vào ngày 3 tháng 11 năm 2018 như là đĩa đơn đầu tiên trích từ album bởi Republic Records, mà không hề có bất kỳ thông báo hay hình thức quảng bá nào trước đó. "Thank U, Next" được đồng sáng tác bởi Grande, Tayla Parx và Victoria Monét, trong khi Tommy Brown, Charles Anderson và Michael Foster đảm nhận khâu sản xuất. Lấy cảm hứng từ một cụm từ Grande và Monét sử dụng thường xuyên, đây là một bản pop và R&B với nội dung như một lời ca ngợi về những mối quan hệ tình cảm của nữ ca sĩ trong quá khứ, trong đó cô lần lượt liệt kê những người bạn trai cũ từng hẹn hò như Big Sean, Ricky Alvarez, Pete Davidson và Mac Miller. Được nhìn nhận là một hiện tượng văn hóa hiện đại, tiêu đề và lời bài hát đã tạo nên một số câu cửa miệng và meme trực tuyến.
Sau khi phát hành, "Thank U, Next" nhận được những phản ứng tích cực từ các nhà phê bình âm nhạc, trong đó họ đánh giá cao giai điệu bắt tai, ca từ và thông điệp tích cực. Bài hát còn được Billboard liệt kê là một trong 100 tác phẩm định hình thập niên 2010 và được thêm vào danh sách 500 bài hát vĩ đại nhất của Rolling Stone vào năm 2021, ở vị trí thứ 137. Ngoài ra, "Thank U, Next" cũng tiếp nhận những thành công vượt trội về mặt thương mại, đứng đầu các bảng xếp hạng ở Úc, Canada, Phần Lan, Ireland, New Zealand, Bồ Đào Nha và Vương quốc Anh, đồng thời lọt vào top 10 ở nhiều khu vực khác. Tại Hoa Kỳ, bài hát ra mắt ở vị trí số một trên bảng xếp hạng Billboard Hot 100, trở thành đĩa đơn quán quân đầu tiên của Grande và giúp cô mở rộng thành tích là nghệ sĩ có tất cả đĩa đơn mở đường đều ra mắt trong top 10 tại đây. Ngoài ra, Grande cũng trở thành nghệ sĩ hát đơn đầu tiên nắm giữ 3 vị trí dẫn đầu trên bảng xếp hạng trong một tuần (với "Thank U, Next", "7 Rings" và "Break Up with Your Girlfriend, I'm Bored").
Video ca nhạc cho "Thank U, Next" được đạo diễn bởi Hannah Lux Davis, cộng tác viên quen thuộc trong sự nghiệp của Grande, trong đó tham chiếu nội dung và hình ảnh của nhiều bộ phim như Mean Girls, Bring It On, 13 Going on 30 và Legally Blonde, bên cạnh sự tham gia diễn xuất của nhiều nghệ sĩ, bao gồm Jennifer Coolidge, Jonathan Bennett, Kris Jenner, Elizabeth Gillies và Troye Sivan. Video phá vỡ một số kỷ lục về lượt xem trong 24 giờ ra mắt trên YouTube và Vevo lúc bấy giờ, cũng như gặt hái năm đề cử tại giải Video âm nhạc của MTV năm 2019 ở hạng mục Video của năm, Bài hát của năm, Video Pop xuất sắc nhất, Quay phim xuất sắc nhất và Đạo diễn xuất sắc nhất. Để quảng bá bài hát, nữ ca sĩ đã trình diễn "Thank U, Next" trên nhiều chương trình và lễ trao giải lớn, như The Ellen DeGeneres Show, Billboard Women in Music năm 2018, Lễ hội âm nhạc và nghệ thuật Thung lũng Coachella năm 2019 và giải Grammy lần thứ 62, cũng như trong nhiều chuyến lưu diễn của cô.

## Danh sách bài hát
- Tải nhạc số[3]

1. "Thank U, Next" – 3:27

- Đĩa 7"[4]

1. "Thank U, Next" – 3:27
2. "Imagine" – 3:32

## Thành phần thực hiện
Thành phần thực hiện được trích từ ghi chú Thank U, Next, Republic Records.
Thu âm
- Thu âm bởi Jungle City Studios (Thành phố New York, New York và The Record Plant (Hollywood, California)
- Phối khí tại MixStar Studios (Virginia Beach, Virginia)
- Master tại Sterling Sound (Thành phố New York, New York)
- Xuất bản bởi Universal Music Group Corp. (ASCAP), GrandAri Music (ASCAP), Victoria Monét Music Publishing (ASCAP), Taylor Monét Music/Warner Chappell (BMI) và District 1-12/Avex Music Publishing (ASCAP)

Sản xuất
- Ariana Grande – giọng hát, viết lời, sản xuất giọng hát
- Victoria Monét – giọng nền, viết lời, sản xuất giọng hát
- Tayla Parx – giọng nền, viết lời
- Njomza Vitia – viết lời
- Kimberly Krysiuk – viết lời
- Tommy Brown – viết lời, sản xuất
- Michael Foster – viết lời, sản xuất
- Charles Anderson – viết lời, sản xuất
- Billy Hickey – kỹ sư
- Brendan Morawski – kỹ sư
- Sean Klein – kỹ sư hỗ trợ
- Serban Ghenea – phối khí
- John Hanes – hỗ trợ phối khí
- Randy Merrill – master

## Xếp hạng
| Bảng xếp hạng (2018-19)                   | Vị trí cao nhất |
| ----------------------------------------- | --------------- |
| Argentina (Argentina Hot 100)             | 31              |
| Úc (ARIA)                                 | 1               |
| Áo (Ö3 Austria Top 40)                    | 4               |
| Bỉ (Ultratop 50 Flanders)                 | 7               |
| Bỉ (Ultratop 50 Wallonia)                 | 3               |
| Bolivia (Monitor Latino)                  | 3               |
| Canada (Canadian Hot 100)                 | 1               |
| Canada Hot AC (Billboard)                 | 22              |
| Colombia (National-Report)                | 72              |
| Croatia (HRT)                             | 6               |
| Cộng hòa Séc (Singles Digitál Top 100)    | 6               |
| Đan Mạch (Tracklisten)                    | 3               |
| Estonia (IFPI)                            | 1               |
| Phần Lan (Suomen virallinen lista)        | 1               |
| Pháp (SNEP)                               | 12              |
| Đức (Official German Charts)              | 13              |
| Hy Lạp Nhạc số Quốc tế (IFPI)             | 1               |
| Hungary (Single Top 40)                   | 3               |
| Hungary (Stream Top 40)                   | 1               |
| Ireland (IRMA)                            | 1               |
| Israel (Media Forest)                     | 6               |
| Ý (FIMI)                                  | 24              |
| Nhật Bản (Japan Hot 100)                  | 24              |
| Lebanon (Lebanese Top 20)                 | 1               |
| Mexico Phát thanh (Billboard)             | 1               |
| Hà Lan (Dutch Top 40)                     | 3               |
| Hà Lan (Single Top 100)                   | 3               |
| New Zealand (Recorded Music NZ)           | 1               |
| Na Uy (VG-lista)                          | 2               |
| Bồ Đào Nha (AFP)                          | 1               |
| Rumani (Airplay 100)                      | 46              |
| Scotland (OCC)                            | 2               |
| Slovakia (Rádio Top 100)                  | 14              |
| Slovakia (Singles Digitál Top 100)        | 3               |
| Slovenia (SloTop50)                       | 20              |
| Hàn Quốc (Circle)                         | 14              |
| Hàn Quốc Quốc tế (Circle)                 | 1               |
| Tây Ban Nha (PROMUSICAE)                  | 24              |
| Thụy Điển (Sverigetopplistan)             | 3               |
| Thụy Sĩ (Schweizer Hitparade)             | 7               |
| Anh Quốc (OCC)                            | 1               |
| Hoa Kỳ Billboard Hot 100                  | 1               |
| Hoa Kỳ Adult Contemporary (Billboard)     | 22              |
| Hoa Kỳ Adult Pop Airplay (Billboard)      | 7               |
| Hoa Kỳ Dance/Mix Show Airplay (Billboard) | 3               |
| Hoa Kỳ Dance Club Songs (Billboard)       | 1               |
| Hoa Kỳ Pop Airplay (Billboard)            | 1               |
| Hoa Kỳ Rhythmic (Billboard)               | 15              |
| Venezuela (National-Report)               | 45              |

| Bảng xếp hạng (2018)                 | Vị trí cao nhất |
| ------------------------------------ | --------------- |
| Brazil Streaming (Pro-Música Brasil) | 16              |
| Hàn Quốc (Circle)                    | 15              |

| Bảng xếp hạng (2018)                      | Vị trí |
| ----------------------------------------- | ------ |
| Úc (ARIA)                                 | 60     |
| Hungary (Single Top 40)                   | 95     |
| Hungary (Stream Top 40)                   | 51     |
| Hà Lan (Dutch Top 40)                     | 68     |
| Hà Lan (Mega Top 50)                      | 100    |
| Hà Lan (Single Top 100)                   | 86     |
| Bồ Đào Nha (AFP)                          | 101    |
| Hàn Quốc Quốc tế (Circle)                 | 40     |
| Anh Quốc (OCC)                            | 68     |
| Bảng xếp hạng (2019)                      | Vị trí |
| Úc (ARIA)                                 | 34     |
| Bỉ (Ultratop Flanders)                    | 61     |
| Bỉ (Ultratop Wallonia)                    | 63     |
| Bolivia (Monitor Latino)                  | 72     |
| Canada (Canadian Hot 100)                 | 11     |
| Đan Mạch (Tracklisten)                    | 88     |
| El Salvador (Monitor Latino)              | 100    |
| Pháp (SNEP)                               | 139    |
| Hungary (Stream Top 40)                   | 43     |
| Iceland (Tónlistinn)                      | 45     |
| Ireland (IRMA)                            | 33     |
| Nhật Bản Quốc tế (Billboard)              | 6      |
| New Zealand (Recorded Music NZ)           | 28     |
| Bồ Đào Nha (AFP)                          | 63     |
| Hàn Quốc (Circle)                         | 52     |
| Anh Quốc (OCC)                            | 30     |
| Hoa Kỳ Billboard Hot 100                  | 12     |
| Hoa Kỳ Adult Top 40 (Billboard)           | 31     |
| Hoa Kỳ Dance Club Songs (Billboard)       | 39     |
| Hoa Kỳ Dance/Mix Show Airplay (Billboard) | 19     |
| Hoa Kỳ Mainstream Top 40 (Billboard)      | 13     |
| Hoa Kỳ Rolling Stone Top 100              | 18     |

| Bảng xếp hạng (2010–2019) | Vị trí |
| ------------------------- | ------ |
| Hoa Kỳ Billboard Hot 100  | 75     |

## Chứng nhận
| Quốc gia | Chứng nhận   | Số đơn vị/doanh số chứng nhận |
| --- | ------------ | ----------------------------- |
| Úc (ARIA) | 8× Bạch kim  | 560.000‡                      |
| Áo (IFPI Áo) | Bạch kim     | 30.000‡                       |
| Bỉ (BEA) | Bạch kim     | 40.000‡                       |
| Brasil (Pro-Música Brasil) | 4× Kim cương | 640.000‡                      |
| Canada (Music Canada) | 7× Bạch kim  | 560.000‡                      |
| Đan Mạch (IFPI Đan Mạch) | Bạch kim     | 90.000‡                       |
| Pháp (SNEP) | Kim cương    | 333.333‡                      |
| Đức (BVMI) | Vàng         | 150.000‡                      |
| Ý (FIMI) | Bạch kim     | 50.000‡                       |
| México (AMPROFON) | Vàng         | 30.000‡                       |
| New Zealand (RMNZ) | 2× Bạch kim  | 60.000‡                       |
| Na Uy (IFPI) | 3× Bạch kim  | 180.000‡                      |
| Ba Lan (ZPAV) | 3× Bạch kim  | 150.000‡                      |
| Bồ Đào Nha (AFP) | 2× Bạch kim  | 20.000‡                       |
| Hàn Quốc (KMCA) | Bạch kim     | 2.500.000*                    |
| Tây Ban Nha (PROMUSICAE) | Bạch kim     | 60.000‡                       |
| Thụy Sĩ (IFPI) | Bạch kim     | 20.000‡                       |
| Anh Quốc (BPI) | 3× Bạch kim  | 1,880,000                     |
| Hoa Kỳ (RIAA) | 8× Bạch kim  | 8.000.000‡                    |
| Streaming |              |                               |
| Nhật Bản (RIAJ) | Vàng         | 50.000.000                    |
| Thụy Điển (GLF) | 2× Bạch kim  | 16.000.000                    |
| Hàn Quốc (KMCA) | Bạch kim     | 100.000.000                   |
| * Chứng nhận dựa theo doanh số tiêu thụ. · ‡ Chứng nhận dựa theo doanh số tiêu thụ và phát trực tuyến. · Chứng nhận dựa theo doanh số phát trực tuyến. |              |                               |

## Lịch sử phát hành
| Khu vực | Ngày              | Định dạng              | Hãng đĩa  | Ct.             |
| ------- | ----------------- | ---------------------- | --------- | --------------- |
| Nhiều   | 4 tháng 11, 2018  | Tải nhạc số streaming  | Republic  | [ 112 ]         |
| Hoa Kỳ  | 13 tháng 11, 2018 | Contemporary hit radio | Republic  | [ 113 ] [ 114 ] |
| Ý       | 14 tháng 11, 2018 | Phát thanh             | Universal | [ 115 ]         |
| Nhiều   | 29 tháng 3, 2019  | Đĩa than               | Republic  | [ 116 ]         |